# Valeriana jatamansi
Valeriana wallichii DC., la valeriana de la india es una especie de planta con flores de la antigua familia Valerianaceae, ahora subfamilia Valerianoideae.

## Descripción
Es una pequeña hierba perenne con muchas hojas radicales cordiformes, ovadas, con forma de corazón. Las flores, blancas o rosas, con las agrupaciones en la parte superior de la hoja menos tallo. Tienen 5 sépalos y los pétalos en forma de embudo con 5 lóbulos, 3 estambres.

## Distribución giográfica
Es natural de la India y del Himalaya, donde se la conoce con el nombre de tagar. Tiene una acción más enérgica que la valeriana usándose también como estimulante. Su rizoma se utiliza como incienso.

## Usos medicinales
Es útil en la histeria, insomnio, estreñimiento habitual, la neurosis, el cólera y la picadura de escorpión y también se usa para perfumería. Localmente sus raíces secas son utilizadas para extraer el mal olor de boca provocado por problemas dentales.

## Taxonomía
Valeriana wallichii fue descrita por Carlos Linneo y publicado en Histoire Naturelle des Végétaux. Phanérogames 10: 304. 1841.
Citología
Número de cromosomas de Valeriana tuberosa (Fam. Valerianaceae) y táxones infraespecíficos: 2n=16
Etimología
Valeriana: nombre genérico derivado del latín medieval ya sea en referencia a los nombres de Valerio (que era un nombre bastante común en Roma, Publio Valerio Publícola es el nombre de un cónsul en los primeros años de la República), o a la provincia de Valeria, una provincia del imperio romano,  o con la palabra valere, "para estar sano y fuerte" de su uso en la medicina popular para el tratamiento del nerviosismo y la histeria.
wallichii; epíteto de la especie otorgado en honor de Nathaniel Wallich, cirujano, botánico y pteridólogo danés.
Sinonimia
- Valeriana bulbosa Pall.
- Valeriana monorrhiza Dufr.[4]
- Valeriana jatamansi Jones.[5]

## Nombre común
- Castellano: espiga de nardo, espiga de nardo adulterina, gatuna, hoja de la cortada, nardo de monte, nardo montano, nardo-espiga, primer nardo de montaña, valeriana, valeriana menor.[4]